# Muzeul Național de Istorie Naturală Grigore Antipa

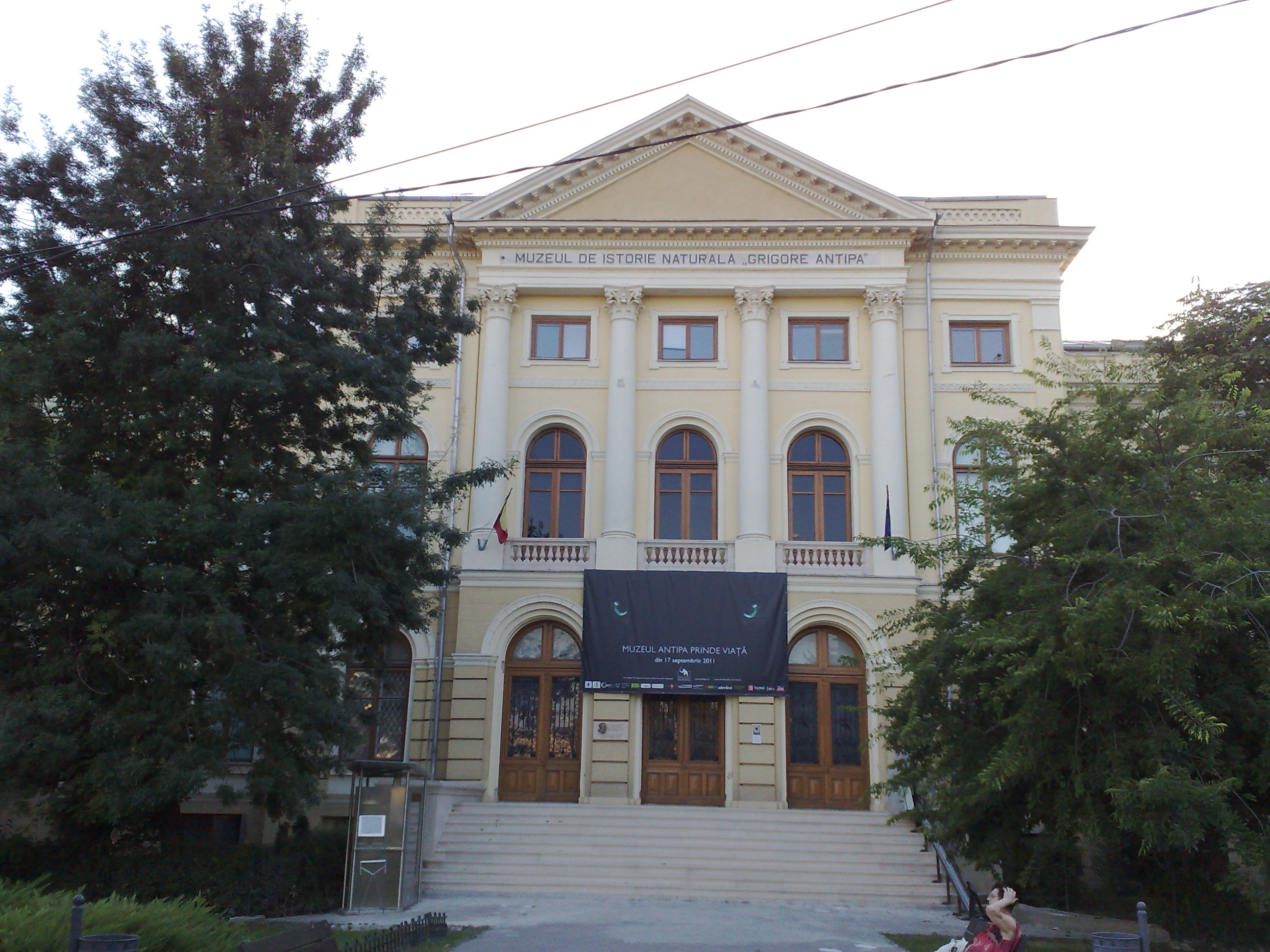
Muzeul Național de Istorie Naturală Grigore Antipa

Das Muzeul Național de Istorie Naturală Grigore Antipa ist ein Naturkundemuseum in Bukarest. Es wurde am 3. November 1834 von Mihalache Ghica (1796–1850), dem Bruder von Alexandru II Ghica, gegründet.

## Geschichte
Der Gründer Mihalache Ghica steuerte bei der Gründung seine eigene Sammlung aus griechischen, römischen und byzantinischen Münzen, Steinen, Mineralien, Fossilien, Muscheln, Fischen, Vögeln und Säugetieren, wie auch weitere Kunstwerke bei. Auch wenn es zunächst als Naturalienkabinett geplant war, wurde das Museum zu einem Sammelsurium aus Antiquitäten, Gemälden und Kuriositäten aus der Naturwissenschaft. Von 1837 bis 1859 wurde Carol Wallenstein de Vella (1795–1863) erster Direktor für die Abteilung Zoologie und Mineralogie. Unter seiner Ägide hatte das Museum hauptsächlich einen Charakter als Lehrkörper. Im Jahr 1860 wurde der italienische Taxidermist Carlo Ferrerati Kurator des Museums und erweiterte die Sammlung erheblich. Ihm folgte von 1867 bis 1893 Grigoriu Ștefănescu (1836–1911), dem das Museum auch eines der bedeutendsten Ausstellungsstücke, das von ihm entdeckte Skelett eines Hauerelefanten, den er unter dem Namen Deinotherium gigantissimum beschrieb, zu verdanken hat. In seiner Zeit kam auch die bedeutende Sammlung von Hilarie Mitrea (1842–1904) in den Besitz des Museums. Erst unter Grigore Antipa (1867–1944) wurde das Museum in seinem heutigen Bauwerk etabliert. Antipa war von 1893 bis 1944 Direktor des Museums und  holte Robert von Dombrowski als Taxidermist ans Museum. Es war 1933 König Karl II., der entschied das Museum nach seinem Orginisator Antipa zu benennen. Nach dem Zweiten Weltkrieg wurden die Museumsaktivitäten von 1964 bis 1988 unter Mihai Băcescu (1908–1999) ausgeweitet. Er und sein Nachfolger förderten u. a. Expeditionen nach Tansania (1973), Indonesien (1991) und Brasilien (1994). 1988 wurde Dumitru Murariu zum Direktor des Museums ernannt.